# Royal University of Bhutan
Die Royal University of Bhutan (RUB) (Dzongkha: འབྲུག་རྒྱལ་འཛིན་གཙུག་ལག་སློབ་སྡེ་; Wylie: 'brug rgyal-'dzin gtsug-lag-slob-sde) wurde am 2. Juni 2003 als Zusammenschluss der bis dahin existierenden neun Hochschulen Bhutans gegründet. Diese wurden seit der großen Bildungsreform in den 1960er Jahren als Ergänzung zur tradierten buddhistischen Bildung nach westlichem Vorbild etabliert. Die RUB ist dezentral organisiert. Die einzelnen Institute sind für die gesamte Ausbildung und Organisation des akademischen Zusammenlebens zuständig.

## Institute
Als Ergänzung zur monastischen Bildungstradition hat Bhutan seit der Bildungsreform ein dreistufiges Bildungssystem nach westlichem Vorbild stetig ausgebaut. Es gibt insgesamt elf Institute, an denen ein Studium an der Royal University of Bhutan als tertiärer Bildungsbereich möglich ist.
Seit der Bildungsreform entstanden neun Hochschulinstitute, die 2003 in der dezentral organisierten Royal University of Bhutan zusammengefasst wurden., denen  2017 zwei weitere Institute folgten.
Die akademischen Einheiten („Collages“) der Royal University of Bhutan sind:
- Samtse College of Education, die älteste Lehrerausbildungsstätte des Landes im westlichsten dzongkhag Samtse, die den Bachelor of Education verleiht
- Paro College of Education, die zweite Lehrerausbildungsstätte des Landes, ebenfalls im Westen im dzongkhag Paro, die den Bachelor of Education verleiht
- Sherubtse College, die ab 1983 einzige international anerkannte Hochschule Bhutans konnte bis 2003 in Kooperation mit der Delhi University Universitätsabschlüsse verleihen.
- College of Natural Resources (CNR) in Lobesa, Punakha
- College of Science and Technology (CST) in Rinchhending, Phuentsholing
- Gaeddu College of Business Studies (GCBS) in Gedu, Chukha
- College of Language and Culture Studies (CLCS) in Taktse, Trongsa
- Jigme Namgyel Engineering College (JNEC) in Dewathang, Samdrup Jongkhar
- Gyalpozhing College of Information Technology in Gyalpozhing, Mongar

Sowie zwei Institute in privater Trägerschaft, jedoch als assoziierte Teile der RUB:
- Royal Thimphu College (RTC) in Ngabiphu, Thimphu
- Norbuling Rigter College, Paro

## Universitäre Selbstverwaltung
Gemäß Satzung der RUB sind die Rektoren der einzelnen Institute im Vorstand der Universität. Das ebenfalls staatlich akkreditierte Sang Chokhor Buddhist College ist als einzige monastische Institution durch seinen Rektor ebenfalls im Vorstand der RUB vertreten.
Die Leitung unterliegt formell dem Druk Gyalpo Namgyel Wangchuck als ehrenhalber Kanzler der RBU. De facto wird die RBU von ihrem Vizekanzler geleitet.
Die universitäre Selbstverwaltung sieht zudem zwei studentische Vertreter vor.

## Internationale Kooperationen
Die seit 1983 bestehende Kooperation des Sherubtse Colleges mit der Delhi University ist auf die RUB als deren Rechtsnachfolger übergegangen.